# Docalidia pugiuncula
Docalidia pugiuncula är en insektsart som beskrevs av Nielson 1979. Docalidia pugiuncula ingår i släktet Docalidia och familjen dvärgstritar. Inga underarter finns listade i Catalogue of Life.